# 内维斯圣母镇
内维斯圣母镇是葡萄牙贝雅区的一个堂区。总面积53.03平方公里，总人口1895人，人口密度35.7人/平方公里。